# ビニロン
ビニロン（vinylon）は、ポリビニルアルコールをアセタール化して得られる合成繊維の総称である。別名ビナロン。

## 概要

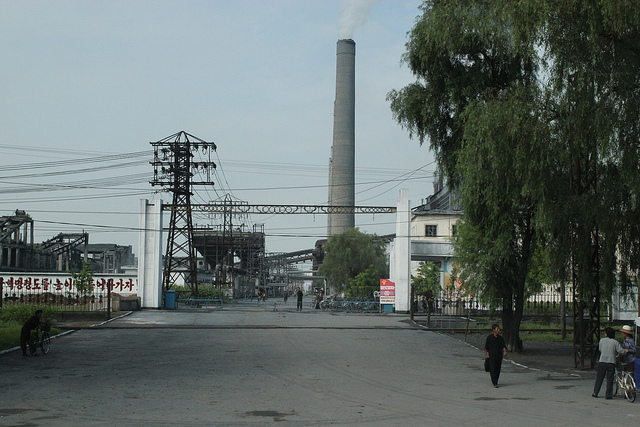
北朝鮮・興南の2.8ビナロン連合企業所（2010年8月撮影）。北朝鮮はビニロン生産に力を入れている

京都帝国大学の桜田一郎および共同研究者の李升基、大日本紡績（現：ユニチカ）の川上博らによって1939年に初めて合成された。ナイロンに2年遅れで続き世界で2番目に作られた合成繊維であり、日本初の合成繊維である。当初は「合成一号」や「カネビアン」と呼ばれていたが、1948年に「ビニロン」と改称された。工業化の研究は戦争のため遅れたほか、
戦後は連合国軍最高司令官総司令部（GHQ）による人造繊維生産能力制限により大量生産ができない状態が続いた。
桜田と友成九十九、川上らの研究によって倉敷レイヨン（現：クラレ）、大日本紡績（現：ユニチカ）で工業生産が開始されたのはGHQによる制限が撤廃された1950年のことであった。
戦後に李升基を受け入れた北朝鮮では、ビニロンは同国の発明品とされ、同国主席の金日成が命名したビナロン（비날론、Vinalon）という名称で呼ばれる。北朝鮮では、「主体科学」の先駆けとしてビナロン繊維産業に力を入れている。

## 性質
合成繊維中、唯一親水性で吸湿性であるという特徴を持っており、綿に似た風合いの繊維である。また化学変化や熱、紫外線に強く、強度・弾性率、耐候性、耐薬品性に優れる。反面、染色しにくい、しなやかさに欠ける（ごわごわする）という短所があり、衣料用の繊維としては使用しづらい。ゆえに、産業用資材として用いられることが多い。主な用途としては、ロープ、海苔網、ゴムやプラスチックの補強繊維、石綿に代わるセメント板の補強材などが挙げられる。
また、フィルム状にした場合の平面性や光学的透過性を生かして液晶表示装置の偏光板や、衣類（ワイシャツ、ポロシャツなど）や寝装品（布団、シーツ、カバーなど）など各種繊維製品の外装フィルムなど、繊維以外の使用法も開発されている。
湿った状態からアイロン等の熱源で加熱加圧することにより糊付けしたような肌触りを持つことから業務用シーツの素材に使用したり、熱に強い性質を利用して難燃素材として作業服等に使用されている。
焼却してもダイオキシンや塩化水素などの有害ガスが発生しないので、前述のように包装材としてもよく利用されている。

## 合成法
ポリビニルアルコールに酸触媒の存在下でホルムアルデヒドを反応させる。それにより、ポリビニルアルコールの1,3-ジオール部でホルマール化が起こり、環状の1,3-ジオキサン構造（環状構造）が導入される。なお、この際に確率的には13.5%のヒドロキシ基が未反応のまま残る。これによりビニロン繊維は耐水性と耐熱性を獲得する。

## 用途
2009年の日本におけるビニロン繊維の生産量は3万1千トンである。なお、2010年以降、その生産量は個別の統計ではなく「その他」にまとめられている。学生服、レインコート、鞄、ロープ、漁網、繊維補強コンクリートの補強用繊維、外科用縫合糸などに、また非繊維用途として農業資材や水溶性樹脂素材、包装材や偏光板等にも用いられている。自衛隊の幌、幕舎（テント）、作業服にもビニロンとの混紡製品がある。

## 北朝鮮のおけるビニロンの歴史

### 李升基博士の北朝鮮への移住
1945年の終戦後、李升基博士は朝鮮に戻り、ソウル大学校工科大学の初代学長に就任するが、米軍の大学政策に反発して辞任。1950年の朝鮮戦争勃発後、北朝鮮の指導者であった金日成からの全面的な研究支援の申し出を受け、同年7月、数名の弟子と共に北朝鮮に移住する決断を下した。李博士は後に手記で、日本統治時代に成し遂げた発明の成果がすべて「大日本」のものとされた無念を記しており、民族のために科学を発展させたいという彼の強い意志が背景にあったことを示唆している。
李升基博士を受け入れた北朝鮮がビニロンの工業化を最優先課題とした背景には、国家イデオロギーである主体思想がある。1950年代半ばから顕在化した中ソ対立の狭間で、北朝鮮は独自の路線を模索し、金日成によって主体思想が体系化された。その核心の一つである「経済における自立」は、国内の資源と技術力で経済を建設することを至上命題としていた。
世界の合成繊維産業の主流が石油を原料とするナイロンやポリエステルへと移行する中、北朝鮮には石油資源が決定的に不足していた。一方で、ビニロンの主原料である無煙炭と石灰石は、国内に豊富に存在した。これらのことから、ビニロンの工業化は、主体思想が掲げる「経済の自立」を物質的に証明するための理想的な国家プロジェクトだったのである。この選択は、高い製造コストや衣料としての品質の低さといった経済的・技術的欠点を度外視した、純粋にイデオロギー的な決定であった。
金日成はこの繊維に「ビナロン（Vinalon）」という独自の名称を与え、「主体繊維」として神話化し、李升基博士は国家の英雄として称賛された。

### 「ビナロン都市」の建設と千里馬運動
朝鮮戦争が激化し、李升基博士は両江道青水里に疎開し、地下研究所で研究を続けた。1954年、ビナロンの試作品が完成。1955 年には本宮化学工場(後の二・八ビナロン工場)の設計に携わった。1961年、咸鏡南道の工業都市・咸興に、巨大な化学コンビナート「2.8ビナロン連合企業所」が建設された。
建設は、大衆動員運動「千里馬運動」の象徴的事業として進められ、外国の援助に頼らず、国内の技術と労働力のみでわずか14ヶ月で完成したと宣伝された。総敷地面積13万平方メートル、50棟以上の建物、15,000台を超える生産機械を備えたこの巨大都市は、「自力更生」の記念碑とされた。しかし、その裏では、動員された労働者たちが危険な任務に従事し、多くの犠牲者が出たことも指摘されている。
1961年に操業を開始した「ビナロン都市」は、当初年間2万トンの生産能力を持ち、1973年には年間5万トンにまで拡大した。これは国民一人当たり年間2キログラム以上の繊維を供給できる量に相当し、北朝鮮は「人民の衣食住問題の完全な解決」を宣言した。
生産されたビナロン繊維は、国家の配給システムを通じて全国の人民に供給され、特に金日成の誕生日にはビニロン製の衣類が「贈り物」として配給されることが恒例となった。しかし、脱北者の証言によれば、実際に配給される衣類は限られ、その品質も高くはなかった。質の良い衣類は依然として貴重品であり、闇市場で手に入れる輸入品が珍重されていた。
プロパガンダにおいて、ビナロンは「繊維の王」と称賛され、自国の科学技術の優秀性を国民に刷り込む教材として活用された。しかし、国民が日常で触れるビニロンは、非常に硬くごわごわした肌触りで着心地が悪く、染色性も低いため色合いも限られていた。こうした欠点から、ビニロンは日常的な衣類としては不評であった。一方で、非常に丈夫で摩擦や薬品に強いという特性から、主に軍服や作業服、ロープ、漁網といった産業資材として多用されることになった。一部の脱北者は「雑巾にするのが関の山」と酷評しており、国家が掲げる美名と人民の認識との間の深い溝を物語っている。

### 順川（スンチョン）ビナロン連合企業所の建設
1983年、金日成は咸興の工場の2倍、年間10万トンの生産能力を持つ「順川（スンチョン）ビナロン連合企業所」の建設計画を指示した。この計画は、ビニロンだけでなく400種類以上の化学製品を生産する一大コンビナートを建設し、停滞する軽工業全体を活性化させるという野心的な目標を掲げていた。
順川計画の成否は、莫大な電力消費を克服する新技術「酸素熱法」にかかっていた。これは、電力の代わりに酸素を吹き込むことで高熱を発生させる省エネ技術とされた。しかし、この技術は実験室レベルで成功したに過ぎず、李升基博士自身を含む多くの科学者が工業化に慎重であったにもかかわらず、計画は強行された。世界の潮流である石油化学への転換を主張する声も存在したが、「主体繊維」の成功体験と主体思想が、他の選択肢を検討する柔軟性を失わせていた。
懸念されてい通り、酸素熱法は工業規模では機能せず、計画は出発点から頓挫した。巨額の投資が行われたにもかかわらず、1989年に第1段階の工事が完了した時点で、コンビナートは巨大な廃墟と化した。この失敗は、国家のエネルギー、資本、人的資源を吸い上げ、農業や他の軽工業部門を深刻な資源不足に陥らせた。順川計画の失敗は、1980年代後半から始まる北朝鮮経済全体の失速の一因となった。

### 苦難の行軍
1991年のソ連崩壊により、安価な石油や資材の輸入が途絶し、北朝鮮経済は麻痺状態に陥った。エネルギー多消費型産業であるビニロン生産は、深刻なエネルギー危機の影響を直接受けた。電力供給が不安定になり、石炭も不足した結果、1994年、咸興の「2.8ビナロン連合企業所」はついに稼働を完全に停止した。栄光の象徴であった「ビナロン都市」は、生産の灯が消えたゴーストタウンへと変貌した。
ビニロン工場の停止後、1990年代半ばに北朝鮮を大飢饉「苦難の行軍」が襲った。国家の配給システムは崩壊し、一説には最大300万人が餓死したとも言われている。職と配給を失った「ビナロン都市」の労働者たちは、生き延びるため、かつての職場であった工場そのものを解体し、換金するしかなかった。複数の脱北者の証言によれば、人々は夜陰に乗じて工場に忍び込み、機械の部品や金属を剥ぎ取っては、非公式市場（ジャンマダン）で売りさばいた。それらは中国にスクラップとして売られ、わずかな食料と交換された。この行為は国家財産の略奪であり極めて危険だったが、極限状況下では他に選択肢はなかった。人々は、この市場を通じて中国から流入する安価な衣類を買い求めるようになり、服装は多様化した。ビニロンは衣類としての価値を完全に失い、壁紙用の糊や雑巾として使われる有様であった。

### 現代におけるビニロン
2010年2月、北朝鮮は咸興の「2.8ビナロン連合企業所」の再稼働を大々的に宣言した。金正日が現地を訪れ、盛大な祝賀大会が開催された。国営メディアは、この再稼働を故金日成主席の遺訓の実現であり、自力更生の偉大な勝利であると宣伝した。しかし、深刻な電力難は解消されておらず、老朽化した設備を全面的に稼働させることは不可能であった。一部原料を中国からの輸入に頼る状況も報じられており、この再稼働は、内外に体制の健在ぶりを誇示するための政治的パフォーマンスとしての性格が色濃かった。
現在、北朝鮮の一般市民の衣生活においてビニロンが果たす役割はほぼ皆無である。市場には安価で質の良い中国製品が溢れているためである。限定的に生産されるビニロンは、その耐久性を活かし、主に軍服や作業服、ロープや漁網といった産業資材として供給されていると見られている。しかし、雨に濡れると重く硬直し、火に触れると溶けて皮膚に張り付くなど、戦闘服としての機能性には深刻な疑問が呈されている。
複数の脱北者や国際機関の報告、衛星画像の分析によると、ビニロンを生産していた咸興や順川の化学コンビナートが、化学兵器（マスタードガスやサリンなど）や、長距離弾道ミサイルに使用される液体燃料（UDMH）の生産に関与しているという疑惑がある。ビニロン製造に必要な化学物質の大量生産能力や関連設備は、これらの軍事物資の生産に容易に転用が可能である。この「デュアルユース（軍民両用）」という性質が、国際社会の監視を欺きながら開発を進める上で好都合であったと考えられる。ビニロンの発明者である李升基博士自身も、晩年は寧辺の核兵器研究所の初代所長を務めるなど、北朝鮮の大量破壊兵器開発に深く関与していたことが指摘されている。